# Баран, Фил
Фил С. Баран (Phil S. Baran, род. 10 августа 1977) — американский химик-органик, профессор химии в Исследовательском институте Скриппс, член национальной академии наук США. Его исследования сосредоточены на синтезе сложных природных соединений, разработке новых реакций, включая органическую электрохимию, и создании новых реагентов. Баран является автором около 300 научных публикаций.

## Образование
Свою научную карьеру Фил Баран начал в 1995 году в Нью-Йоркском университете под руководством профессора Д. И. Шустера, занимаясь исследованием химии фулеренов.

### Аспирантура
После окончания Нью-Йоркского университета в 1997 году Фил Баран поступил в аспирантуру в Исследовательский институт Скриппса, где он работал под руководством профессора Кирьякоса Николау. В ходе работы он присоединился к проекту по синтезу молекул класса CP, результаты которого были опубликованы в ряде научных статей.
Кроме того, параллельно Фил Баран принимал участие в проекте по разработке методологий органического синтеза с использованием реагентов на основе пятивалентного иода. Этот проект был тесно связан с работой по синтезу молекул класса CP, и обе темы стали основой его докторской диссертации.
За время аспирантуры Фил Баран стал соавтором более 30 научных статей, посвящённых развитию органического синтеза и исследованию сложных молекулярных структур.

### Постдокторантура
В 2001 году Фил Баран поступил на постдокторантуру в Гарвардский университет под руководством лауреата Нобелевской премии Элайаса Джеймса Кори. В течение двух лет он работал в его лаборатории, занимаясь разработкой методов органического синтеза. По итогам работы были опубликованы две статьи: полный синтез Okaramine N и описание одного из методов, применённых в ходе этого синтеза.
Совместно с профессором Кирьякосом Николау Фил Баран стал лауреатом премии Nobel Signature Award, которая присуждается за выдающиеся достижения аспиранта и его научного руководителя в области химии.

## Независимая карьера

### Ранний этап
После завершения постдокторантуры в Гарварде в 2003 году Фил Баран начал самостоятельную научную деятельность в Исследовательском институте Скриппса. Его исследовательские интересы сосредоточены на полном синтезе природных соединений и разработке новых методологий органического синтеза. Одним из первых крупных проектов в Скриппсе стало изучение структуры соединений, схожих с Sceptrin, обнаруженных в морских губках.
В исследовательской группе Фила Барана активно развиваются новые подходы к органическому синтезу, направленные на упрощение процесса и снижение использования защитных групп. Также особое внимание уделяется минимизации окислительно-восстановительных стадий в синтезе сложных молекул. В качестве альтернативы разрабатываются методы активации C-H связей, открывающие новые возможности для создания органических соединений.

### Двухфазный синтез Таксола
В 2008 году в группе Фила Барана был начат масштабный проект по двухфазному синтезу таксола, одного из самых известных противораковых препаратов. На первом этапе предполагалась сборка углеродного каркаса, а на втором — его дальнейшее окисление. Реализация проекта заняла более 10 лет и привела к публикации ряда научных статей.
В 2012 году удалось энантиселективно и масштабируемо синтезировать углеродный каркас таксола, известный как «таксаден» (Taxadiene). В дальнейшем он подвергался окислению, что позволило получить различные таксановые дитерпены.
Наконец, в 2020 году был успешно завершён полный синтез таксола.

### Радикальное кросс-сочетание
Значимым направлением в научной деятельности Фила Барана является развитие химии радикалов и методов формирования связей углерод-углерод с их использованием. Одним из ключевых аспектов этого направления является использование карбоксильных кислот в качестве уходящих групп, что открывает новые возможности как для синтеза природных соединений, так и для разработки лекарственных средств. Важным преимуществом этих методологий является возможность их масштабирования, что делает их особенно полезными для фармацевтической индустрии. Работы Фила Барана часто находят применение в фармацевтической индустрии и не ограничиваются исключительно академическими целями.

### Electrasyn 2.0
В 2014 году был опубликован синтез Dixiamycin B, который положил начало развитию электрохимии в исследованиях Фила Барана. Заинтересовавшись органической электрохимией, в 2017 году в сотрудничестве с компанией IKA был выпущен прибор ElectraSyn 2.0, который значительно упростил проведение электрохимических экспериментов.
С тех пор электрохимические методы стали ключевым направлением исследований в группе Фила Барана. Электрохимические превращения, протекающие через радикальные механизмы, органично вписались в работу группы, которая уже имела значительный опыт в химии радикалов. Кроме того, электрохимические реакции легко масштабируются, что соответствует философии Барана о создании методов, применимых в индустрии.